# Robert Dottrens
Robert Dottrens (Ginevra, 1893 – 1984) è stato un pedagogista svizzero.
Ordinario di pedagogia all'Università di Ginevra, giunse alla cattedra dopo un'intensa attività come maestro e poi direttore didattico nel Cantone di Ginevra.
Caratteristica fondamentale dell'opera di Dottrens è l'impostazione sperimentale, unita all'esigenza dell'individualizzazione dell'insegnamento.
Per la prima chiese alla sociologia di sostanziare la ricerca pedagogica, mentre per la seconda si occupò di fabbricare strumenti atti a proporzionare l'insegnamento alle esigenze del singolo, trattato però come partecipante attivo alla vita sociale. Di queste tecniche la più conosciuta implica la costruzione e l'uso di schede individuali di esercizio, recupero, in ogni disciplina.
Dottrens è ricordato anche per la sua interpretazione del Vangelo, secondo il criterio dell'autonomia.